# Алексієвка (Семенкинська сільська рада)
Алексі́євка (рос. Алексеевка, башк. Алексеевка) — присілок у складі Аургазинського району Башкортостану, Росія. Входить до складу Семенкинської сільської ради.
Населення — 16 осіб (2010; 37 в 2002).
Національний склад:
- чуваші — 100%